# Орлове (Бериславський район)
Орло́ве — село в Україні, у Кочубеївській сільській територіальній громаді Бериславського району Херсонської області. Населення становить 653 особи.
Відстань до райцентру автошляхом Т 2207 становить понад 27 км.

## Історія
Засноване у 1860-1870-х роках під назвою Любомирський хутір. Першими поселенцями хутора були переселенці з с. Любомирівка (тепер Березнегуватської селищної громади на Миколаївщини) на так звані казенні землі. Водночас на сільському цвинтарі збереглися так звані «лапаті хрести», що встановлені над похованням кінця XVIII ст.
В селі збереглися будинки, збудовані за часів перших німецьких поселенців. Свою назву село дістало від переселення жителів с. Орлове Херсонського повіту, яких вигнав з села поміщик Орлов.
У 1966 р. в селі збудовано будинок культури, у 1975 р. — двоповерхову школу. Лише у 1987 р. село було заасфальтовано.

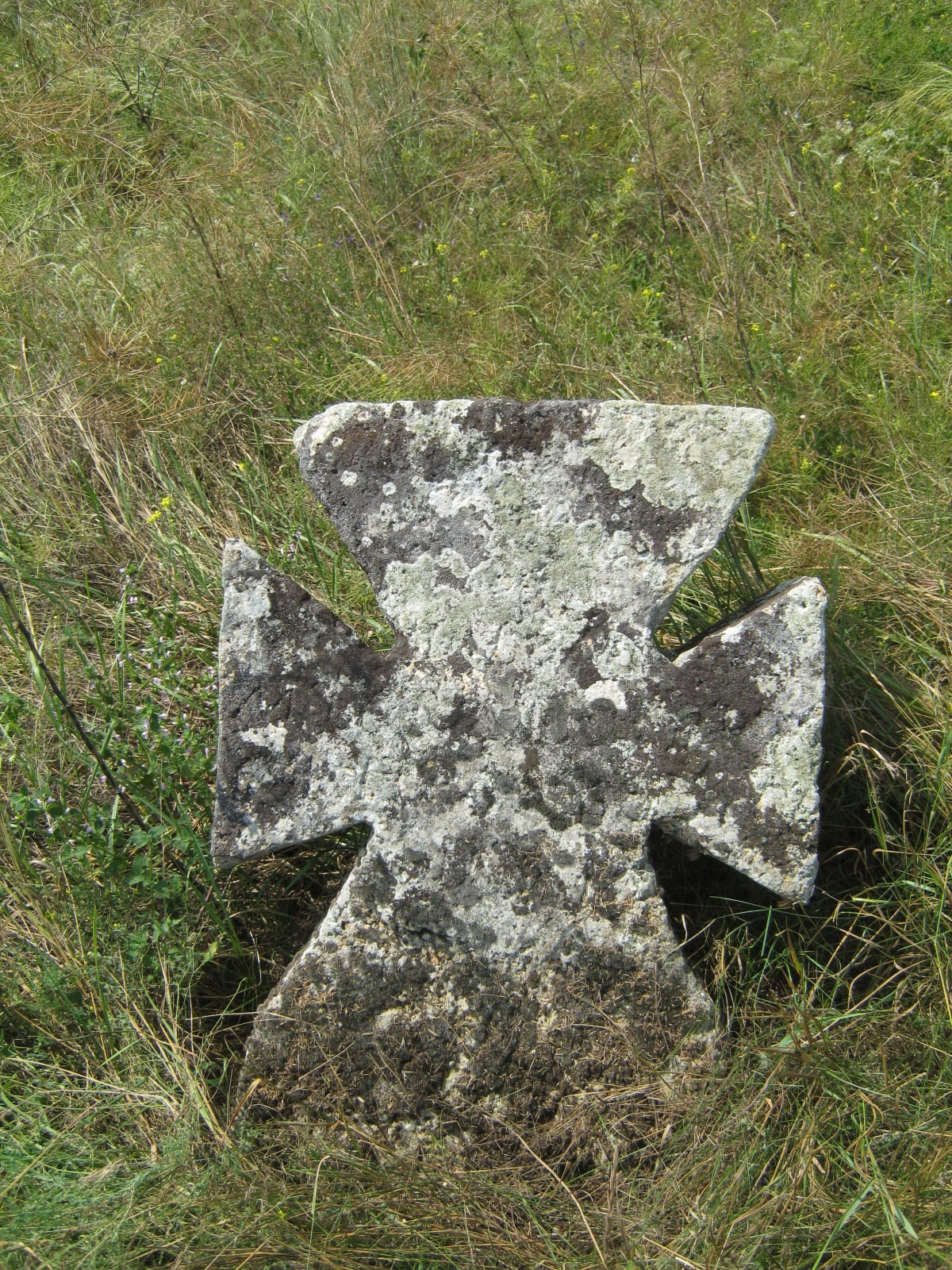
Могила 1786 р. на сільському цвинтарі

У серпні 2017 року до Кочубеївської ОТГ завітали поважні гості: Вільям Мартенс та Гарі Мартенс. Це представники однієї з династій, якими було засновано на території теперішньої громади німецькі поселення 17 колоній Орлово-Заградівської волості. Вони постійно пам'ятають край в якому проживали, землю на якій жили, працювали, створювали власні сім'ї. Гостям було надзвичайно приємно, що на честь німців — менонітів (засновників сіл) названо центральну вулицю села Кочубеївки — Менонітська.
12 червня 2020 року, відповідно до Розпорядження Кабінету Міністрів України від № 726-р «Про визначення адміністративних центрів та затвердження територій територіальних громад Херсонської області», увійшло до складу Кочубеївської сільської громади.
19 липня 2020 року, в результаті адміністративно-територіальної реформи та ліквідації   Високопільського району.увійшло до складу Бериславського району.

### Російсько-українська війна
Окуповане військами рф на початку березня 2022 року. 31 березня 2022 року ЗСУ звільнили село від російської окупації.

## Відомі люди
- Радиш Людмила Володимирівна (*13.12.1959, с. Орлове) — співачка, солістка-вокалістка заслуженого академічного Буковинського ансамблю пісні і танцю Чернівецької обласної філармонії. Заслужена артистка України (2009).

Закінчила Херсонське культурно-освітнє училище. Після навчання в хоровій студії при академічному хорі ім. Г. Верьовки, в 1982 р. розпочала трудову діяльність артисткою хору. З 2001 р. — солістка Чернівецької обласної філармонії. Виступала у Київському Палаці мистецтв «Україна», колонному залі ім. М. Лисенка, у багатьох країнах СНД, за кордоном: Італія, Німеччина, Румунія, Словаччина, Польща та ін. В її репертуар входять акапельні пісні «Роде наш красний», «Жалі мої, жалі», «Віє вітер, віє буйний», «Рідна мово», «На чужині» та ін. Її ім'я увійшло до енциклопедичного видання «Видатні діячі культури та мистецтв Буковини».

## Населення
Згідно з переписом УРСР 1989 року чисельність наявного населення села становила 628 осіб, з яких 305 чоловіків та 323 жінки.
За переписом населення України 2001 року в селі мешкали 653 особи.

### Мовний склад
Рідна мова населення за даними перепису 2001 року:
| Мова       | Чисельність, осіб | Доля     |
| ---------- | ----------------- | -------- |
| Українська | 603               | 92,34 %  |
| Російська  | 44                | 6,74 %   |
| Інше       | 6                 | 0,92 %   |
| Разом      | 653               | 100,00 % |

## Інфраструктура
У 2009 р. село було газифіковано. 